# Numerius Marcius Plaetorius Celer
Numerius Marcius Plaetorius Celer (vollständige Namensform Numerius Marcius Numeri filius Galeria Plaetorius Celer) war ein im 2. Jahrhundert n. Chr. lebender Angehöriger der römischen Armee. Durch eine Inschrift, die in Abella gefunden wurde, ist seine militärische Laufbahn bekannt.
Celer übte zunächst die Ämter eines Quaestors und IIvir in seiner Heimatgemeinde aus. Im Anschluss trat er im Range eines Centurios in die Armee ein und diente in den folgenden Legionen (in dieser Reihenfolge): in der Legio VII Gemina, die ihr Hauptlager in León in der Provinz Hispania Tarraconensis hatte, in der Legio XVI Flavia Firma, die ihr Hauptlager in Satala in Cappadocia hatte, in der Legio III Gallica, die ihr Hauptlager in Raphaneia in Syria hatte, in der Legio XIIII Gemina Martia victrix, die ihr Hauptlager in Carnuntum in Pannonia superior hatte, in der Legio VII Claudia pia fidelis, die ihr Hauptlager in Viminacium in Moesia superior hatte und zuletzt in der Legio I Adiutrix pia fidelis, die ihr Hauptlager in Brigetio in Pannonia superior hatte. In der Legio I Adiutrix erreichte er den Rang eines Primus Pilus. Danach war er Kommandeur (Praepositus) von Einheiten, die beim Kastell Apsaros stationiert waren (praeposito numerorum tendentium in ponto Absaro). Zuletzt übernahm er als Tribunus das Kommando über die Cohors III vigilum in Rom.
Mit der Legio XVI Flavia Firma nahm Celer am Partherkrieg Trajans teil und erhielt vom Kaiser folgende militärische Auszeichnungen (donis donato a divo Traiano bello Parthico): eine Corona muralis, Torques, Armillae und Phalerae. Die Versetzung von der Legio XVI Flavia Firma in die Legio III Gallica fand möglicherweise im Rahmen des Partherkriegs statt.
Celer war in der Tribus Galeria eingeschrieben und stammte höchstwahrscheinlich aus Abella. In seiner Heimatgemeinde war er Patron.
Die Inschrift wird bei der Epigraphik-Datenbank Clauss-Slaby auf 130/145 datiert.